# Поладов, Фархад Рахиб оглу
Поладов Фархад Рахиб оглу (азерб. Poladov Fərhad Rahib oğlu; 23 июля 1993 — 30 июня 2019) — азербайджанский спортсмен, тренер.

## Биография
Фархад начинал свой путь в спорте с ушу-санда. Неоднократно был чемпионом небольших любительских турниров, с этого времени и началось становление личности Фархада Поладова. Также становился  в 2013 и 2014 году чемпионом мира по санда. Самый последний его бой состоялся в феврале 2018 года. Тогда он одержал победу над белорусским бойцом методом удушающего приёма «треугольник». 
В 2016 году он основал свою секцию по смешанным единоборствам в районе Сабунчи. Неоднократно представители этого клуба завоевывали золото там, где они бывали. 23 июня был проведен чемпионат мира в России, город Кисловодск. Подопечные Фархада Поладова также участвовали там и завоевали три медали: 1 золотую, 1 серебряную и 1 бронзовую. Не успел Фархад Поладов вернутся, как попал в ДТП с красным Hyundai. Он, потеряв управление на ВАЗ-2121 «Нива», пересек разделительный барьер, выехал на противоположную часть дороги и врезался в Hyundai. Был доставлен в больницу 29 июня с переломом левой ноги и сломанными костями грудной клетки. На следующий день 30 июня скончался в больнице, был похоронен в городе Баку, поселок Балаханы.

## Достижения
- 2010 —  завоевал золотую медаль на чемпионате мира по Кунг Фу.
- 2013 —  завоевал золотую медаль на чемпионате мира по ММА.
- 2014 —  завоевал кубок мира по ММА.
- 2016 —  стал чемпионом европы по ММА.
- 2018 —  в Украине стал чемпионом мира по версии Pride.